# Campeonato Europeu de Halterofilismo de 2013
O Campeonato Europeu de Halterofilismo de 2013 foi a 92ª edição do campeonato, sendo organizado pela Federação Europeia de Halterofilismo, no Palácio dos Esportes, em Tirana, na Albânia, entre 8 a 14 de abril de 2013. Foram disputadas 15 categorias (8 masculino e 7 feminino) com a presença de 192 halterofilistas de 35 nacionalidades.

## Agenda
Horário local (UTC+1)
| Data                | Hora  | Evento                  |
| ------------------- | ----- | ----------------------- |
| 8 de abril de 2013  | 11:30 | Feminino 48 kg Group B  |
| 8 de abril de 2013  | 14:00 | Masculino 56 kg Group B |
| 8 de abril de 2013  | 16:30 | Cerimônia de abertura   |
| 8 de abril de 2013  | 17:30 | Feminino 48 kg Group A  |
| 8 de abril de 2013  | 20:00 | Masculino 56 kg Group A |
| 9 de abril de 2013  | 11:30 | Feminino 53 kg Group B  |
| 9 de abril de 2013  | 15:00 | Masculino 62 kg Group B |
| 9 de abril de 2013  | 17:30 | Feminino 53 kg Group A  |
| 9 de abril de 2013  | 20:00 | Masculino 62 kg Group A |
| 10 de abril de 2013 | 11:30 | Feminino 58 kg Group B  |
| 10 de abril de 2013 | 15:00 | Masculino 69 kg Group B |
| 10 de abril de 2013 | 17:30 | Feminino 58 kg Group A  |
| 10 de abril de 2013 | 20:00 | Masculino 69 kg Group A |
| 11 de abril de 2013 | 11:30 | Feminino 63 kg Group B  |
| 11 de abril de 2013 | 15:00 | Masculino 77 kg Group B |
| 11 de abril de 2013 | 17:30 | Feminino 63 kg Group A  |
| 11 de abril de 2013 | 20:00 | Masculino 77 kg Group A |

| Data                | Hora  | Evento                         |
| ------------------- | ----- | ------------------------------ |
| 12 de abril de 2013 | 10:00 | Feminino 69 kg Group B         |
| 12 de abril de 2013 | 11:45 | Masculino 94 kg Group B        |
| 12 de abril de 2013 | 14:30 | Masculino 85 kg Group B        |
| 12 de abril de 2013 | 17:30 | Feminino 69 kg Group A         |
| 12 de abril de 2013 | 20:00 | Masculino 85 kg Group A        |
| 13 de abril de 2013 | 10:00 | Feminino 75 kg/+ 75 kg Group B |
| 13 de abril de 2013 | 11:30 | Masculino 105 kg Group B       |
| 13 de abril de 2013 | 14:30 | Feminino 75 kg Group A         |
| 13 de abril de 2013 | 17:30 | Masculino 94 kg Group A        |
| 13 de abril de 2013 | 20:00 | Masculino 105 kg Group A       |
| 14 de abril de 2013 | 10:00 | Masculino + 105 kg Group B     |
| 14 de abril de 2013 | 13:00 | Feminino + 75 kg Group A       |
| 14 de abril de 2013 | 15:30 | Masculino + 105 kg Group A     |

## Medalhistas

### Masculino
| Evento     | Ouro                       | Ouro      | Prata                          | Prata     | Bronze                                 | Bronze    |
| até 56 kg  | até 56 kg                  | até 56 kg | até 56 kg                      | até 56 kg | até 56 kg                              | até 56 kg |
| ---------- | -------------------------- | --------- | ------------------------------ | --------- | -------------------------------------- | --------- |
| Arranque   | Asen Muradov · Bulgária    | 118 kg    | Oleg Sîrghi · Moldávia         | 116 kg    | Tom Goegebuer · Bélgica                | 113 kg    |
| Arremesso  | Oleg Sîrghi · Moldávia     | 145 kg    | Asen Muradov · Bulgária        | 140 kg    | Mirco Scarantino · Itália              | 135 kg    |
| Total      | Oleg Sîrghi · Moldávia     | 261 kg    | Asen Muradov · Bulgária        | 258 kg    | Tom Goegebuer · Bélgica                | 248 kg    |
| até 62 kg  |                            |           |                                |           |                                        |           |
| Arranque   | Florin Croitoru · Roménia  | 135 kg    | Ferdi Nazif · Bulgária         | 126 kg    | Ghenadie Dudoglo · Moldávia            | 125 kg    |
| Arremesso  | Florin Croitoru · Roménia  | 155 kg    | Stoyan Enev · Bulgária         | 155 kg    | Arthouros Akriditis · Grécia           | 150 kg    |
| Total      | Florin Croitoru · Roménia  | 290 kg    | Stoyan Enev · Bulgária         | 278 kg    | Ghenadie Dudoglo · Moldávia            | 275 kg    |
| até 69 kg  |                            |           |                                |           |                                        |           |
| Arranque   | Oleg Chen · Rússia         | 155 kg    | Daniel Godelli · Albânia       | 145 kg    | Bernardin Ledoux Kingue Matam · França | 143 kg    |
| Arremesso  | Daniel Godelli · Albânia   | 180 kg    | Oleg Chen · Rússia             | 176 kg    | Bernardin Ledoux Kingue Matam · França | 168 kg    |
| Total      | Oleg Chen · Rússia         | 331 kg    | Daniel Godelli · Albânia       | 325 kg    | Bernardin Ledoux Kingue Matam · França | 311 kg    |
| até 77 kg  |                            |           |                                |           |                                        |           |
| Arranque   | Dmitrii Khomiakov · Rússia | 161 kg    | Paul Stoichiță · Roménia       | 148 kg    | Damian Lukasz Kucynski · Polónia       | 145 kg    |
| Arremesso  | Dmitrii Khomiakov · Rússia | 190 kg    | Paul Stoichiță · Roménia       | 186 kg    | Damian Lukasz Kucynski · Polónia       | 185 kg    |
| Total      | Dmitrii Khomiakov · Rússia | 351 kg    | Paul Stoichiță · Roménia       | 334 kg    | Damian Lukasz Kucynski · Polónia       | 330 kg    |
| até 85 kg  |                            |           |                                |           |                                        |           |
| Arranque   | Apti Aukhadov · Rússia     | 173 kg    | Ivan Markov · Bulgária         | 170 kg    | Gabriel Sîncrăian · Roménia            | 166 kg    |
| Arremesso  | Apti Aukhadov · Rússia     | 215 kg    | Ivan Markov · Bulgária         | 205 kg    | Albert Sayakhov · Rússia               | 202 kg    |
| Total      | Apti Aukhadov · Rússia     | 388 kg    | Ivan Markov · Bulgária         | 375 kg    | Albert Sayakhov · Rússia               | 367 kg    |
| até 94 kg  |                            |           |                                |           |                                        |           |
| Arranque   | Rinat Kireev · Rússia      | 173 kg    | Žygimantas Stanulis · Lituânia | 172 kg    | Andrian Zbirnea · Moldávia             | 168 kg    |
| Arremesso  | Rinat Kireev · Rússia      | 216 kg    | Žygimantas Stanulis · Lituânia | 200 kg    | Aliaksandr Makaranka · Bielorrússia    | 200 kg    |
| Total      | Rinat Kireev · Rússia      | 389 kg    | Žygimantas Stanulis · Lituânia | 372 kg    | Aliaksandr Makaranka · Bielorrússia    | 366 kg    |
| até 105 kg |                            |           |                                |           |                                        |           |
| Arranque   | Maxim Sheiko · Rússia      | 184 kg    | David Bedzhanyan · Rússia      | 181 kg    | Kornel Czekiel · Polónia               | 177 kg    |
| Arremesso  | David Bedzhanyan · Rússia  | 230 kg    | Artūrs Plēsnieks · Letônia     | 222 kg    | Maxim Sheiko · Rússia                  | 220 kg    |
| Total      | David Bedzhanyan · Rússia  | 411 kg    | Maxim Sheiko · Rússia          | 404 kg    | Artūrs Plēsnieks · Letônia             | 397 kg    |
| + 105 kg   |                            |           |                                |           |                                        |           |
| Arranque   | Artem Udachyn · Ucrânia    | 200 kg    | Ruslan Albegov · Rússia        | 195 kg    | Irakli Turmanidze · Geórgia            | 192 kg    |
| Arremesso  | Ruslan Albegov · Rússia    | 247 kg    | Artem Udachyn · Ucrânia        | 242 kg    | Jiří Orság · Chéquia                   | 237 kg    |
| Total      | Ruslan Albegov · Rússia    | 442 kg    | Artem Udachyn · Ucrânia        | 442 kg    | Jiří Orság · Chéquia                   | 422 kg    |

### Feminino
| Evento    | Ouro                            | Ouro      | Prata                           | Prata     | Bronze                               | Bronze    |
| até 48 kg | até 48 kg                       | até 48 kg | até 48 kg                       | até 48 kg | até 48 kg                            | até 48 kg |
| --------- | ------------------------------- | --------- | ------------------------------- | --------- | ------------------------------------ | --------- |
| Arranque  | Genny Pagliaro · Itália         | 82 kg     | Lana Diachenko · Ucrânia        | 75 kg     | Estefania Juan Tello · Espanha       | 73 kg     |
| Arremesso | Genny Pagliaro · Itália         | 99 kg     | Anais Michel · França           | 92 kg     | Estefania Juan Tello · Espanha       | 90 kg     |
| Total     | Genny Pagliaro · Itália         | 181 kg    | Lana Diachenko · Ucrânia        | 164 kg    | Anais Michel · França                | 164 kg    |
| até 53 kg |                                 |           |                                 |           |                                      |           |
| Arranque  | Iuliia Paratova · Ucrânia       | 90 kg     | Svetlana Cheremshanova · Rússia | 82 kg     | Manon Lorentz · França               | 81 kg     |
| Arremesso | Svetlana Cheremshanova · Rússia | 106 kg    | Ayşegül Çoban · Turquia         | 105 kg    | Maya Ivanova · Bulgária              | 105 kg    |
| Total     | Iuliia Paratova · Ucrânia       | 194 kg    | Svetlana Cheremshanova · Rússia | 188 kg    | Maya Ivanova · Bulgária              | 186 kg    |
| até 58 kg |                                 |           |                                 |           |                                      |           |
| Arranque  | Alena Chychkan · Bielorrússia   | 95 kg     | Romela Begaj · Albânia          | 95 kg     | Loredana Toma · Roménia              | 93 kg     |
| Arremesso | Alena Chychkan · Bielorrússia   | 118 kg    | Loredana Toma · Roménia         | 117 kg    | Romela Begaj · Albânia               | 112 kg    |
| Total     | Alena Chychkan · Bielorrússia   | 213 kg    | Loredana Toma · Roménia         | 210 kg    | Romela Begaj · Albânia               | 207 kg    |
| até 63 kg |                                 |           |                                 |           |                                      |           |
| Arranque  | Milka Maneva · Bulgária         | 96 kg     | Irina Lepșa · Roménia           | 90 kg     | Anna Lesniewska · Polónia            | 89 kg     |
| Arremesso | Irina Lepșa · Roménia           | 122 kg    | Milka Maneva · Bulgária         | 121 kg    | Anna Lesniewska · Polónia            | 114 kg    |
| Total     | Milka Maneva · Bulgária         | 217 kg    | Irina Lepșa · Roménia           | 212 kg    | Anna Lesniewska · Polónia            | 203 kg    |
| até 69 kg |                                 |           |                                 |           |                                      |           |
| Arranque  | Dzina Sazanavets · Bielorrússia | 112 kg    | Oxana Slivenko · Rússia         | 112 kg    | Nadiya Myronuk · Ucrânia             | 105 kg    |
| Arremesso | Oxana Slivenko · Rússia         | 145 kg    | Dzina Sazanavets · Bielorrússia | 140 kg    | Tatiana Matveeva · Rússia            | 127 kg    |
| Total     | Oxana Slivenko · Rússia         | 257 kg    | Dzina Sazanavets · Bielorrússia | 252 kg    | Nadiya Myronuk · Ucrânia             | 230 kg    |
| até 75 kg |                                 |           |                                 |           |                                      |           |
| Arranque  | Nadezhda Yevstyukhina · Rússia  | 123 kg    | Lydia Valentin · Espanha        | 120 kg    | Malgorzata Antonina Wiejak · Polónia | 100 kg    |
| Arremesso | Nadezhda Yevstyukhina · Rússia  | 155 kg    | Lydia Valentin · Espanha        | 135 kg    | Malgorzata Antonina Wiejak · Polónia | 116 kg    |
| Total     | Nadezhda Yevstyukhina · Rússia  | 278 kg    | Lydia Valentin · Espanha        | 255 kg    | Malgorzata Antonina Wiejak · Polónia | 216 kg    |
| + 75 kg   |                                 |           |                                 |           |                                      |           |
| Arranque  | Ganna Kozenko · Ucrânia         | 101 kg    | Sabina Bagińska · Polónia       | 101 kg    | Krisztina Magát · Hungria            | 96 kg     |
| Arremesso | Sabina Bagińska · Polónia       | 128 kg    | Ganna Kozenko · Ucrânia         | 127 kg    | Krisztina Magát · Hungria            | 124 kg    |
| Total     | Sabina Bagińska · Polónia       | 229 kg    | Ganna Kozenko · Ucrânia         | 228 kg    | Krisztina Magát · Hungria            | 220 kg    |

## Casos de doping
A federação internacional desclassificou dez homens e cinco mulheres que haviam conquistado medalhas por doping.
- 62 kg:  Valentin Xristov,  Igor Bour,  Zulfugar Suleymanov
- 69 kg:  Sardar Hasanov
- 77 kg:  Alexandr Spac,  Răzvan Martin,  Andranik Karapetjan
- 85 kg:  Rauli Tsirekidze
- 94 kg:  İntiqam Zairov
- 105 kg:  Davit Gogia
- 48 kg:  Elena Andrieș,  Silviya Angelova
- 63 kg:  Marina Schainowa
- 75 kg:  Anastasia Romanowa
- +75 kg:  Svitlana Cherniavska

## Quadro de medalhas
Quadro de medalhas no total combinado
| Ordem | País         | Medalha de ouro | Medalha de prata | Medalha de bronze | Total |
| ----- | ------------ | --------------- | ---------------- | ----------------- | ----- |
| 1     | Rússia       | 8               | 2                | 1                 | 11    |
| 2     | Bulgária     | 1               | 3                | 1                 | 5     |
| 3     | Roménia      | 1               | 3                | 0                 | 4     |
| 4     | Ucrânia      | 1               | 2                | 2                 | 5     |
| 5     | Bielorrússia | 1               | 1                | 1                 | 3     |
| 6     | Polónia      | 1               | 0                | 3                 | 4     |
| 7     | Moldávia     | 1               | 0                | 1                 | 2     |
| 8     | Itália       | 1               | 0                | 0                 | 1     |
| 9     | Albânia      | 0               | 1                | 1                 | 2     |
| 10    | Lituânia     | 0               | 1                | 0                 | 1     |
| 10    | Espanha      | 0               | 1                | 0                 | 1     |
| 12    | França       | 0               | 0                | 2                 | 2     |
| 13    | Bélgica      | 0               | 0                | 1                 | 1     |
| 13    | Chéquia      | 0               | 0                | 1                 | 1     |
| 13    | Hungria      | 0               | 0                | 1                 | 1     |
| 13    | Letônia      | 0               | 0                | 1                 | 1     |
| Total | Total        | 15              | 14               | 16                | 45    |

## Países participantes
192 halterofilistas de 35 países participaram do campeonato.
| - Albânia (10) - Armênia (3) - Azerbaijão (6) - Bélgica (1) - Bósnia e Herzegovina (1) - Bielorrússia (6) - Bulgária (12) - Croácia (3) - Chéquia (2) - Dinamarca (1) - Espanha (7) - Estónia (3) | - Finlândia (8) - França (11) - Reino Unido (2) - Geórgia (5) - Alemanha (8) - Grécia (8) - Hungria (5) - Irlanda (1) - Israel (1) - Itália (10) - Letônia (2) - Lituânia (1) | - Moldávia (8) - Países Baixos (2) - Noruega (5) - Polónia (12) - Roménia (10) - Rússia (14) - Suíça (1) - Eslováquia (2) - Suécia (3) - Turquia (5) - Ucrânia (10) |